# Parmotrema zicoi
Parmotrema zicoi är en lavart som beskrevs av Marcelo Pinto Marcelli & Célio Henrique Ribeiro 2002 Parmotrema zicoi ingår i släktet Parmotrema och familjen Parmeliaceae.   Inga underarter finns listade i Catalogue of Life.